# Resolutie 1619 Veiligheidsraad Verenigde Naties
Resolutie 1619 van de Veiligheidsraad van de Verenigde Naties werd op 11 augustus 2005 unaniem aangenomen door de VN-Veiligheidsraad, en verlengde de VN-bijstandsmissie in Irak met een jaar.

## Achtergrond
Op 2 augustus 1990 viel Irak zijn zuiderbuur Koeweit binnen en bezette dat land. De Veiligheidsraad veroordeelde de inval onmiddellijk middels resolutie 660, en later kregen de lidstaten carte blanche om Koeweit te bevrijden. Eind februari 1991 was die strijd beslecht en legde Irak zich neer bij alle aangenomen VN-resoluties. Het land werd vervolgens verplicht zich te ontwapenen door onder meer al zijn – achteraf vermeend gebleken – massavernietigingswapens te vernietigen. Daaraan werkte Irak echter met grote tegenzin mee, tot grote woede van de Verenigde Staten, die het land daarom in 2003 opnieuw binnenvielen. Kort hierop vroeg de door de VS geleide overgangsregering van Irak de Verenigde Naties om hulp bij onder meer het herzien van de grondwet en de organisatie van verkiezingen, en werd de VN-bijstandsmissie in Irak opgericht. In 2004 werd de overgangsregering opgevolgd door een Iraakse interim-regering. In 2005 werd een nieuwe grondwet aangenomen en vonden verkiezingen plaats, waarna een coalitie werd gevormd. In de tussentijd werd het land echter geplaagd door sektarisch geweld en bleven er vele slachtoffers vallen door de talloze terreuraanslagen.

## Inhoud
De Veiligheidsraad:
- Herinnert aan zijn vorige resoluties over Irak, en in het bijzonder resolutie 1500, 1546 en 1557.
- Bevestigt de onafhankelijkheid, soevereiniteit, eenheid en territoriale integriteit van Irak.
- Herinnert aan de oprichting van de UNAMI-bijstandsmissie voor Irak op 14 augustus 2003, en bevestigt dat de VN een leidende rol moeten spelen in het bijstaan van Irak om instellingen op te richten voor een representatieve overheid.
- Benadrukt dat de nationale dialoog in Irak cruciaal is voor de stabiliteit en eenheid.
- Neemt akte van de brief van de secretaris-generaal.

1. Besluit het mandaat van de UNAMI-missie met 12 maanden te verlengen.
2. Wil het mandaat binnen 12 maanden herzien, of eerder als dat door Irak zou worden gevraagd.
3. Besluit op de hoogte te blijven.

## Verwante resoluties
- Resolutie 1557 Veiligheidsraad Verenigde Naties (2004)
- Resolutie 1618 Veiligheidsraad Verenigde Naties
- Resolutie 1637 Veiligheidsraad Verenigde Naties
- Resolutie 1700 Veiligheidsraad Verenigde Naties (2006)

Lijst ·  1581 ·  1582 ·  1583 ·  1584 ·  1585 ·  1586 ·  1587 ·  1588 ·  1589 ·  1590 ·  1591 ·  1592 ·  1593 ·  1594 ·  1595 ·  1596 ·  1597 ·  1598 ·  1599 ·  1600 ·  1601 ·  1602 ·  1603 ·  1604 ·  1605 ·  1606 ·  1607 ·  1608 ·  1609 ·  1610 ·  1611 ·  1612 ·  1613 ·  1614 ·  1615 ·  1616 ·  1617 ·  1618 ·  1619 ·  1620 ·  1621 ·  1622 ·  1623 ·  1624 ·  1625 ·  1626 ·  1627 ·  1628 ·  1629 ·  1630 ·  1631 ·  1632 ·  1633 ·  1634 ·  1635 ·  1636 ·  1637 ·  1638 ·  1639 ·  1640 ·  1641 ·  1642 ·  1643 ·  1644 ·  1645 ·  1646 ·  1647 ·  1648 ·  1649 ·  1650 ·  1651